# Джованні Деньї
Джованні Деньї (італ. Giovanni Degni, 28 вересня 1900, Рим — 2 листопада 1975) — італійський футболіст, що грав на позиції півзахисника. По завершенні ігрової кар'єри — тренер. Найбільш відомий як гравець, а потім і тренер «Роми».

## Ігрова кар'єра
У дорослому футболі дебютував виступами за «Фортітудо», після чого перейшов в інший столичний клуб «Альба Рома». У 1921 році він дебютував у Пріма Дівізіоне, у південній групі. У сезоні 1924/25 він з командою став віце-чемпіоном Італії («Альба» програла у фіналі «Болоньї» 0:2 і 0:4), а рік по тому він повторив цей успіх (програвши в фіналі 1:7 і 0:5 «Ювентусу»).
1927 року «Альба» разом з кількома іншими столичними командами об'єднались в одну нову команду — «Рому», де став виступати і Деньї. Відіграв за «вовків» наступні чотири сезони своєї ігрової кар'єри, зігравши у 85 матчах чемпіонату. Більшість часу, проведеного у складі «Роми», був основним гравцем команди і 1928 року допоміг команді виграти Кубок КОНІ.
Протягом сезону 1931/32 років захищав кольори клубу Серії В «Лечче», але не зумів команду врятувати від вильоту.
Завершував професійну ігрову кар'єру у клубі «Катанія» в третьому італійському дивізіоні, за який виступав протягом 1932—1934 років.

## Кар'єра тренера
По завершенні ігрової кар'єри залишився у «Катанії» і 1937 року очоливши тренерський штаб цього клубу. З цією командою за підсумками сезону 1938/39 року він вийшов до Серії В. З 1939 року працював з командами «Анконітана» та «Лечче», а в період бойових дій на території Італії тренував команду «Авія Рома».
1945 року, по завершенні Другої світової війни, очолив тренерський штаб «Роми». У першому сезоні він зайняв 6-те місце у перехідному чемпіонаті, а в 1946/47 став з «вовками» 15-им у Серії А і був звільнений після сезону.
1948 року прийняв пропозицію знову попрацювати у «Катанії» з завданням знову повернути її в Серію В, але вже після восьми турів клуб мав лише три перемоги, дві нічиї та три поразки, тому після поразки від «Мессіни» Деньї був звільнений.
На завершенні тренерської кар'єри пропрацював ще з кількома нижчоліговими італійськими командами. Останнім місцем тренерської роботи був клуб «Нарнезе», головним тренером команди якого Джованні Деньї був протягом 1962 року.
Помер 2 листопада 1975 року на 76-му році життя.

## Статистика виступів

### Статистика клубних виступів
| Сезон                  | Команда                | Чемпіонат              | Чемпіонат | Чемпіонат | Національний кубок | Національний кубок | Національний кубок | Усього | Усього |
| Сезон                  | Команда                | Ліга                   | Ігор      | Голів     | Ліга               | Ігор               | Голів              | Ігор   | Голів  |
| ---------------------- | ---------------------- | ---------------------- | --------- | --------- | ------------------ | ------------------ | ------------------ | ------ | ------ |
| 1922–23                | «Альба Рома»           | ПД                     | 13        | 12        | -                  | -                  | -                  | 13     | 12     |
| 1923–24                | «Альба Рома»           | ПД                     | 17        | 12        | -                  | -                  | -                  | 17     | 12     |
| 1924–25                | «Альба Рома»           | ПД                     | 17        | 9         | -                  | -                  | -                  | 17     | 9      |
| 1925–26                | «Альба Рома»           | ПД                     | 16        | 11        | -                  | -                  | -                  | 16     | 11     |
| Усього за «Альба Рома» | Усього за «Альба Рома» | Усього за «Альба Рома» | 63        | 44        |                    | -                  | -                  | 63     | 44     |
| 1926–27                | «Альба Аудаче»         | ЧІ                     | 18        | 0         | ?                  | ?                  | ?                  | 18     | 0      |
| 1927–28                | «Рома»                 | ЧІ                     | 16        | 0         | Кубок КОНІ         | 15                 | 1                  | 31     | 1      |
| 1928–29                | «Рома»                 | ЧІ                     | 19        | 0         | -                  | -                  | -                  | 19     | 0      |
| 1929–30                | «Рома»                 | A                      | 34        | 0         | -                  | -                  | -                  | 34     | 0      |
| 1930–31                | «Рома»                 | A                      | 16        | 0         | -                  | -                  | -                  | 16     | 0      |
| Усього за «Рому»       | Усього за «Рому»       | Усього за «Рому»       | 85        | 0         |                    | 15                 | 1                  | 100    | 1      |
| 1931–32                | Lecce                  | B (ІІ)                 | 23        | 0         | -                  | -                  | -                  | 23     | 0      |
| 1932–33                | «Катанія»              | 1Д (ІІІ)               | 15        | 0         | -                  | -                  | -                  | 15     | 0      |
| 1933–34                | «Катанія»              | 1Д (ІІІ)               | 20+6      | 2+0       | -                  | -                  | -                  | 26     | 2      |
| Усього за «Катанію»    | Усього за «Катанію»    | Усього за «Катанію»    | 35+6      | 2+0       |                    | -                  | -                  | 41     | 2      |
| Усього за кар'єру      | Усього за кар'єру      | Усього за кар'єру      | 224+6     | 46+0      |                    | 15                 | 1                  | 245    | 47     |